# Kerekes József (színművész)
Kerekes József (Budapest, 1962. május 19. –) Jászai Mari-díjas magyar színész, szinkronszínész.

## Életpályája
1986-ban végzett a Színház- és Filmművészeti Főiskolán, majd a Nemzeti Színházhoz szerződött. 1990–1992 között a József Attila Színház, ezt követően a Budapesti Kamaraszínház, a Vidám Színpad és a Budaörsi Játékszín tagja,  2011-2017 között a Vígszínház művésze volt. Klasszikus és a modern vígjátékok karakterszerepeiben sikeres. Szabadúszóként több színháznál szerepel. (Veres 1 Színház, 6Szín, székesfehérvári Vörösmarty Színház, Játékszín stb.).
Jim Carrey állandó magyar hangja, Will Ferrell, és Dan Aykroyd gyakori magyar hangja. Ő kölcsönzi Garfield és Peter Griffin rajzfilmszereplők magyar hangját is.

## Színházi szerepeiből
- William Shakespeare: A velencei kalmár... Gratiano
- William Shakespeare: Athéni Timon... Flavius
- William Shakespeare: Szeget szeggel... Porkoláb
- William Shakespeare: Troilus és Cressida... Paris
- Carlo Goldoni: Két úr szolgája... Hordár
- Anton Pavlovics Csehov: Három nővér... Kuligin
- Lev Nyikolajevics Tolsztoj: Anna Karenina... Sztyiva, Anna testvére
- Fjodor Mihajlovics Dosztojevszkij: Fehér éjszakák – A szelíd teremtés
- Nyikolaj Vasziljevics Gogol: A revizor... Genyadij Seftcsikov, a szociális intézmények gondnoka
- Georg Büchner: Danton halála... Legendre
- Friedrich Dürrenmatt: János király... Lajos
- Friedrich Dürrenmatt: Az öreg hölgy látogatása... Polgármester
- Bertolt Brecht – Molière: Don Juan... Guzman, Elvira szolgálója
- Bertolt Brecht: A kaukázusi krétakör... Juszuf
- Bertolt Brecht: Jóembert keresünk... Su Fu, a fodrász
- Arthur Miller: Lefelé a hegyről....Tom Wilson
- George Bernard Shaw: Pygmalion....Pickering
- Tennessee Williams: Az ifjúság édes madara... Tom Junior
- Jean Anouilh: A csábítás művészete... Dubaton
- Oscar Wilde: Bunbury... John Worthing; Jack
- Alan Alexander Milne: Micimackó... Micimackó
- Georges Feydeau: A női szabó... Bassinet
- Agatha Christie: A vád tanúja... Mayhew jogtanácsos
- Peter Shaffer: Rövidzárlat (Black Comedy)... Melkett ezredes
- Joe Orton: Amit a lakáj látott... Dr. Rance
- John Osborne: Dühöngő ifjúság... Redfern ezredes
- Bohumil Hrabal: Sörgyári Capriccio... Pepin bácsi
- Frances Goodrich – Albert Hackett: Anna Frank naplója... Dussel
- Harold Pinter: Hazatérés... Teddy
- Horace McCoy: A lovakat lelövik, ugye?... Hajnóczy Vilmos és Mr. Halas, producer
- Alfonso Paso: Mennyből a hulla... Carlos
- Robert Bolt: Morus... A király
- Eric-Emmanuel Schmitt: Hotel Tranzit... Radzsapur, mágus
- Jean Cocteau: A kétfejű sas... Gróf
- Martin McDonagh: A kripli... Kopaszjohnnymiki
- Jean Poiret: Őrült nők ketrece... Georges, az Őrült Nők Ketrece tulajdonosa
- Pamela Gems: Piaf... Lepleé; Jacko; Jean; Marcel; Paul
- Trevor Griffiths: Komédiások... Sammy Samuels
- Willy Russell: Vértestvérek... Eddie
- Joe Orton: Amit a lakáj látott... dr. Rance
- Ronald Harwood: A nagy négyes... Wilfred Bond
- Albert Camus: Caligula... Chaerea
- Thomas Kyd: Spanyol tragédia... A portugál alkirály
- Ray Cooney – Tony Hilton: 1x3 néha 4... Jonathan Hardcastle
- David Storey: Anyák napja... Gordon
- Franz Arnold – Ernst Bach: Apa csak egy van?... Gottfried Schreckenburg
- Sven Regener: Berlin Blues... Erwin
- Vaszary Gábor: Bubus... Jóbarát
- Gábor Andor: Dollárpapa... Kercseligeti Iván
- Bacsó Péter: A tanú ... Pelikán József
- Bekes József: Durr bele... Sonka Gábor, bohém
- Csizmadia Tibor: Stalker... az író
- Thuróczy Katalin: Finálé
- Divinyi Réka:Játékország... Polár ezredes
- Herczeg Ferenc: A Gyurkovics lányok... Kemény Tóni
- Molnár Ferenc: Liliom... Hollundrené
- Molnár Ferenc: Játék a kastélyban... Almády
- Szomory Dezső: Takáts Alice... Horeb Homér
- Heltai Jenő: A néma levente
- Heltai Jenő: Naftalin... házmester
- Nóti Károly: Nyitott ablak... Őrnagy
- Rejtő Jenő: A szőke ciklon... Apa
- Szomaházy István – Békeffi István – Lajtai Lajos: Mesék az írógépről... Király Félix
- Szakonyi Károly: Adáshiba... Szűcs úr
- Kiss József: Oké, Néró Aquincumban
- Jékely Zoltán: Oroszlánok Aquincumban... Theophrastus
- Fábri Péter: Lipótvárosalsó – Felolvasószínház
- Békés Pál – Rozgonyi Ádám: Szegény Lázár... Írnok
- Hubay Miklós – Ránki György – Vas István: Egy szerelem három éjszakája... Viktor
- Schönthan testvérek – Kellér Dezső – Horváth Jenő – Szenes Iván: A szabin nők elrablása... Rettegi Fridolin (színigazgató)
- Kiss Csaba: Tahiti... A kereskedő
- Pécsi Ildikó: Hármasban... Leó
- Dunai Ferenc: A nadrág... Radó Tamás, igazgató
- Eisemann Mihály: Handa banda... Handa Bandi
- Eisemann Mihály: Zsákbamacska... Kelemen
- Presser Gábor – Varró Dániel: Túl a Maszat-hegyen... Bús piros vödör (Paca cár)
- Csukás István – Őri Eszter: Keménykalap és krumpliorr... Bagaméri

## Film- és sorozatszerepei
| Év          | Cím                                          | Szerep                |
| ----------- | -------------------------------------------- | --------------------- |
| 2024        | Lefkovicsék gyászolnak                       | bíró                  |
| 2020        | Segítség! Itthon vagyok!                     | Sándor                |
| 2017–       | A mi kis falunk                              | Baki                  |
| 2016        | Barátok közt                                 | Salamon ,,Sas" Zsolti |
| 2015        | Kossuthkifli                                 | Óvarga                |
| 2012        | Hacktion: Újratöltve                         | Dr. Marovszky Tamás   |
| 2012        | Munkaügyek                                   | Becsüs                |
| 2011        | Thelomeris                                   |                       |
| 2008        | Presszó                                      |                       |
| 2008        | Tűzvonalban                                  | Pierre                |
| 2008        | Pánik                                        | eladó a szexshopban   |
| 2008        | Rövid, de kemény... életem                   | Rabbit                |
| 2007 – 2008 | Gálvölgyi Show                               |                       |
| 2006        | Régimódi történet                            | Rendőr                |
| 2004        | Páratlan történet                            | Apa                   |
| 2002        | Hotel Szekszárdi                             | Rezső                 |
| 2002        | Vadkörték – A tihanyi kincsvadászat          | Ártányi               |
| 2002        | Capitaly                                     | Tibor                 |
| 2000        | Von Trier száz szeme                         | narrátor              |
| 2000        | Kisváros                                     | Maszkos gyilkos       |
| 1998        | Az öt zsaru                                  | Elemér                |
| 1998        | TV a város szélén                            |                       |
| 1995        | Esti Kornél csodálatos utazása               | Színész a kabaréból   |
| 1992        | Uborka                                       | hang                  |
| 1991        | Hamis a baba                                 | Purci úr egyik embere |
| 1990        | Sztálin menyasszonya                         | Vallató               |
| 1988        | Titánia, Titánia, avagy a dublőrök éjszakája |                       |
| 1985        | A tanítónő                                   |                       |
|             | Békés Pál – Rozgonyi Ádám: Szegény Lázár     | Írnok                 |
|             | Thuróczy Katalin: Finálé                     | Urbán Tamás           |
|             | Vacsoracsata                                 | Narrátor              |

## Szinkronszerepei
| Cím                                                 | Szerep                                           | Színész             |
| --------------------------------------------------- | ------------------------------------------------ | ------------------- |
| Garfield és barátai                                 | Garfield                                         | Lorenzo Music       |
| Balu kapitány kalandjai                             | Vadmacs                                          | Pat Fraley          |
| Turpi úrfi (2. szinkronváltozat)                    | Pepi                                             | Maurice Gosfield    |
| Maja, a méhecske                                    | Flip, a szöcske                                  | A.J. Henderson      |
| Timon és Pumbaa                                     | Eduardo a kígyó, Örvin a pingvin, Rózsaszín nyúl | Richard Karron      |
| Csip-csup csodák                                    | Gombóc                                           | Inoue Jó            |
| Tarzan legendája                                    | Tantor                                           | Jim Cummings        |
| Don Kojot és Sancho Panda kalandjai                 | Sancho Panda                                     | Don Messick         |
| Scooby-Doo és a 13 szellem                          | Pacni                                            | Howard Morris       |
| Hong Kong Phooey                                    | Hong Kong Phooey                                 | Scatman Crothers    |
| Újabb bolondos dallamok                             | Cucu malac                                       | Bob Bergen          |
| S.T.R.A.M.M. – A kém kutya                          | Lókötő Förgusz                                   | Matthew W. Taylor   |
| Babar                                               | Pompadúr                                         | Stephen Ouimette    |
| Mumin-völgy                                         | Kószlászbóklász                                  | Kisida Kjóko        |
| A Garfield-show                                     | Garfield                                         | Frank Welker        |
| Tickety Toc                                         | Megszerel                                        | Marc Silk           |
| Tündéri keresztszülők                               | Ubirics                                          |                     |
| Family Guy                                          | Peter Griffin                                    | Seth MacFarlane     |
| Az idő kalandorai                                   | Kukac "@"                                        |                     |
| Johnny Bravo (1. szinkronváltozat)                  | Johnny Bravo                                     | Jeff Bennett        |
| A Madagaszkár pingvinjei                            | Kowalski                                         | Jeff Bennett        |
| Uhu és pajtásai                                     | Pingvin                                          | ?                   |
| McKenna                                             | Dale Goodwin                                     | Rick Peters         |
| Mr. Sunshine                                        | Roman Cohen                                      | Nate Torrence       |
| Twin Peaks                                          | James Hurley                                     | James Marshall      |
| Baywatch                                            | Trevor Cole                                      | Peter Phelps        |
| Chicago Hope                                        | Alan Birch                                       | Peter MacNicol      |
| Babylon 5                                           | Vir Cotto                                        | Stephen Furst       |
| Tassilo – Egy férfi, egy eset                       | Hugo                                             | Axel Milberg        |
| Álomsziget                                          | Tattoo                                           | Hervé Villechaize   |
| M*A*S*H                                             | Cpl. Walter "Radar" O'Reilly                     | Gary Burghoff       |
| Nostromo                                            | Col. Sotillo                                     | Joaquim de Almeida  |
| Pauly                                               | Burger                                           | Kevin Weisman       |
| Kalandra fel!                                       | Puffancs hercegnő                                | Pendleton Ward      |
| Hawaii üzenetek                                     | Danny "Pipeline" Kahala                          | Andy Bumatai        |
| Helen és a fiúk                                     | Christian 'Cri-Cri d'amour'                      | Sébastien Roch      |
| Taxi                                                | Louie De Palma                                   | Danny DeVito        |
| A tizedik királyság                                 | Blue Bell the Troll                              | Jeremiah Birkett    |
| Az elit alakulat                                    | Sgt. Frank Perconte                              | James Madio         |
| A dadus                                             | Jack                                             | Jason Alexander     |
| Az elnök emberei                                    | Oliver Babish                                    | Oliver Platt        |
| Maffiózók                                           | Bobby 'Bacala' Baccalieri                        | Steven R. Schirripa |
| Született feleségek                                 | Paul Young                                       | Mark Moses          |
| Gyilkos számok                                      | Dr. Larry Fleinhardt                             | Peter MacNicol      |
| Csillagkapu: Atlantisz                              | Dr. Rodney McKay                                 | David Hewlett       |
| Hősök                                               | Matt Parkman                                     | Greg Grunberg       |
| Titokzatos Násztya                                  | Karl Modestovich Schuller                        | Dmitri Shevchenko   |
| Mentőhelikopter                                     | Oberbootsmann Thomas Asmus                       | Ulrich Bähnk        |
| A holtsáv                                           | Bruce Lewis                                      | John L. Adams       |
| Bírósági mesék                                      | Judge Jack Moran                                 | Oliver Platt        |
| Az első hullám                                      | Eddie Nambulous                                  | Rob LaBelle         |
| A meló                                              | Terrence 'Pip' Phillips                          | Bill Nunn           |
| Drága doktor úr                                     | Giulio                                           | Ugo Dighero         |
| Ötcsillagos szerelem                                | Dorschel                                         | Ralph Misske        |
| A harc törvénye                                     | Terrell Parker                                   | Arsenio Hall        |
| Törekvő tanerők                                     | Calvin Babbitt                                   | Deon Richmon        |
| Raboljuk ki Mick Jaggert!                           | Francis 'Squatch' Squacieri                      | Lenny Venito        |
| Szökésben                                           | Paul                                             | Donnie Wahlberg     |
| Édes, drága titkaink                                | Patrick Darling                                  | William Baldwin     |
| Reaper – Démonirtók                                 | Ted                                              | Donovan Stinson     |
| Waczak szálló                                       | Basil Waczak                                     | John Cleese         |
| Nils Holgersson                                     | patkány                                          | -                   |
| South Park                                          | Jimbo Kern (1. hang)                             | Matt Stone          |
| Az elsüllyedt világok                               | Shag Shag                                        | Louis Arbessier     |
| Trónok harca                                        | Varys                                            | Conleth Hill        |
| Vámpírnaplók                                        | Jonathan Gilbert                                 | David Anders        |
| Varázslók a Waverly helyből                         | Gorog                                            | John Rubinstein     |
| Modern család                                       | Cameron Tucker                                   | Eric Stonestreet    |
| A Silla királyság ékköve                            | Miszeng                                          | Csong Ungin         |
| Glee – Sztárok leszünk!                             | Dakota Stanley                                   | Whit Hertford       |
| A stúdió                                            | Frank Rossitano                                  | Judah Friedlander   |
| Vészhelyzet: Los Angeles (Code Black)               | Jesse Sallander                                  | Luis Guzmán         |
| Super Mario kalandjai                               | Super Mario (új szinkron)                        | Walker Boone        |
| Albert mondja… a természet jobban tudja             | Albert                                           | -                   |
| Geronimo Stilton                                    | Trap Stilton                                     | Richard Ian Cox     |
| Jake és Sohaország kalózai                          | Mr. Smee                                         | Jeff Bennett        |
| Ruff Ruff, Tweet és Dave                            | Hatty, a hörcsög                                 | Forrest Harding     |
| Galaxis útikalauz stopposoknak (televíziós sorozat) | Zaphod Beeblebrox                                | Mark Wing-Davey     |
| Doodleboo                                           | Doodleboo                                        |                     |
| Stranger Things                                     | Bob                                              | Sean Astin          |
| Andor                                               | Saw Gerrera                                      | Forest Whitaker     |

| Év   | Cím                                              | Szerep                                         | Színész                             |
| ---- | ------------------------------------------------ | ---------------------------------------------- | ----------------------------------- |
| 2024 | Sonic, a sündisznó 3.                            | Dr. Ivo „Tojásfej” Robotnyik, Gerald Robotnyik | Jim Carrey                          |
| 2023 | Volt egyszer egy stúdió                          | Ká                                             | Sterling Holloway (archív felvétel) |
| 2023 | Barbie (film)                                    | A Mattel vezérigazgatója                       | Will Ferrell                        |
| 2023 | Super Mario Bros.: A film                        | Kamek                                          | Kevin Michael Richardson            |
| 2022 | Sonic, a sündisznó 2.                            | Dr. Ivo „Tojásfej” Robotnyik                   | Jim Carrey                          |
| 2020 | Eurovíziós Dalfesztivál: A Fire Saga története   | Lars Erickssong                                | Will Ferrell                        |
| 2020 | Sonic, a sündisznó                               | Dr. Ivo „Tojásfej” Robotnyik                   | Jim Carrey                          |
| 2019 | A Lego-kaland 2.                                 | Biznisz elnök, Fenti ember                     | Will Ferrell                        |
| 2018 | Meg – Az őscápa                                  | Jack Morris                                    | Rainn Wilson                        |
| 2016 | Szellemirtók                                     | Taxisofőr                                      | Dan Aykroyd                         |
| 2016 | Zoolander 2.                                     | Jacobin Mugatu                                 | Will Ferrell                        |
| 2015 | Agymanók                                         | Apa Majréja                                    | Carlos Alazraqui                    |
| 2015 | Megjött apuci!                                   | Brad                                           | Will Ferrell                        |
| 2015 | Jurassic World                                   | Jimmy Fallon                                   | Jimmy Fallon                        |
| 2014 | A Madagaszkár pingvinjei                         | Kowalski                                       | Chris Miller                        |
| 2014 | A Lego-kaland                                    | Lord Biznisz, Fenti ember                      | Will Ferrell                        |
| 2013 | Hupikék törpikék 2.                              | Haxi                                           | J. B. Smoove                        |
| 2013 | Az acélember                                     | Steve Lombard                                  | Michael Kelly                       |
| 2013 | Villám és a varázsló                             | Jack                                           | George Babbit                       |
| 2013 | A Szörny mentőakció                              | Nyálgülü                                       | George Lopez                        |
| 2012 | Tad Jones csudálatos kalandjai                   | Freddy                                         | Lewis Macleod                       |
| 2012 | Madagaszkár 3.                                   | Kowalski                                       | Chris Miller                        |
| 2012 | A csodacsapat                                    | Rayan Ziani                                    | Gad Elmaleh                         |
| 2012 | Kalózok! – A kétballábas banda                   | Charles Darwin                                 | David Tennant                       |
| 2011 | Mr. Popper pingvinjei                            | Tom Popper                                     | Jim Carrey                          |
| 2011 | Lilli, a kis boszorkány – Utazás Mandolánba      | Hektor, a sárkany                              | Michael Mittermeier                 |
| 2010 | Maci Laci                                        | A polgármester embere                          | Nate Corddry                        |
| 2010 | Pancser Police                                   | Allen Gamble nyomozó                           | Will Ferrell                        |
| 2010 | Shrek a vége, fuss el véle                       | Szamár                                         | Eddie Murphy                        |
| 2009 | Karácsonyi ének                                  | Eberezer Scrooge                               | Jim Carrey                          |
| 2009 | Rockhajó                                         | Dave                                           | Nick Frost                          |
| 2009 | Transformers: A bukottak bosszúja                | Mudflap                                        | Reno Wilson                         |
| 2009 | Garfield és a Zűr Kommandó                       | Garfield és Garzooka hangja                    | Frank Welker                        |
| 2008 | Az igenember                                     | Carl Allen                                     | Jim Carrey                          |
| 2008 | Horton (film)                                    | Horton                                         | Jim Carrey                          |
| 2008 | Madagaszkár 2.                                   | Kowalski                                       | Chris Miller                        |
| 2007 | Taxi 4.                                          | Émilien Coutant-Kerbalec                       | Frédéric Diefenthal                 |
| 2007 | Halálos temetés                                  | Howard                                         | Andy Nyman                          |
| 2007 | Harmadik Shrek                                   | Szamár                                         | Eddie Murphy                        |
| 2007 | A 23-as szám                                     | Walter                                         | Jim Carrey                          |
| 2007 | A Robinson család titka                          | A Keménykalapos                                | Stephen J. Anderson                 |
| 2007 | Felkoppintva                                     | Jonah                                          | Jonah Hill                          |
| 2007 | Vaskabátok                                       | Danny Butterman rendőr                         | Nick Frost                          |
| 2006 | Túl a sövényen                                   | Hami, a mókus                                  | Steve Carell                        |
| 2006 | Vadkaland                                        | Nigel, a koala                                 | Eddie Izzard                        |
| 2006 | Pata tanya: Baromi buli                          | Dag, a prérifarkas                             | David Koechner                      |
| 2006 | Távkapcs                                         | Bill Rando                                     | Sean Astin                          |
| 2006 | Lúzer SC                                         | Howie                                          | Nick Swardson                       |
| 2006 | Én, a nő és plusz egy fő                         | Neil                                           | Seth Rogen                          |
| 2006 | Táncoló talpak                                   | Nestor                                         | Carlos Alazraqui                    |
| 2005 | Narancs, Minyon és Dartanyan                     | Méregzsák hangja                               |                                     |
| 2005 | Karácsonyapó és a mágikus fahasáb                | Napóleon, a szamár                             |                                     |
| 2005 | Madagaszkár                                      | Kowalski                                       | Chris Miller                        |
| 2005 | A Madagaszkár-pingvinek és a karácsonyi küldetés | Kowalski                                       | Chris Miller                        |
| 2004 | Shrek 2.                                         | Szamár                                         | Eddie Murphy                        |
| 2004 | Van Helsing                                      | Victor Frankenstein                            | Samuel West                         |
| 2004 | Lemony Snicket – A balszerencse áradása          | Olaf gróf                                      | Jim Carrey                          |
| 2004 | Shrek 2.                                         | Szamár                                         | Eddie Murphy                        |
| 2004 | Van Helsing                                      | Victor Frankenstein                            | Samuel West                         |
| 2004 | G.O.R.A. – Támadás egy idegen bolygóról          |                                                |                                     |
| 2003 | Taxi 3.                                          | Émilien Coutant-Kerbalec                       | Frédéric Diefenthal                 |
| 2003 | A minden6ó                                       | Bruce Nolan                                    | Jim Carrey                          |
| 2003 | Flört a fellegekben                              | John Whitney                                   | Mike Myers                          |
| 2003 | Némó nyomában                                    | Záp                                            | Bruce Spence                        |
| 2003 | A Gyűrűk Ura: A király visszatér                 | Csavardi Samu                                  | Sean Astin                          |
| 2002 | A Gyűrűk Ura: A két torony                       | Csavardi Samu                                  | Sean Astin                          |
| 2002 | Asterix és Obelix: A Kleopátra-küldetés          | Skiccpausz                                     | Jamel Debbouze                      |
| 2001 | Gyűrűk Ura: A Gyűrű Szövetsége                   | Csavardi Samu                                  | Sean Astin                          |
| 2001 | Shrek                                            | Szamár                                         | Eddie Murphy                        |
| 2001 | Szörny Rt.                                       | Jeti                                           | John Ratzenberger                   |
| 2001 | Taxi 2.                                          | Émilien Coutant-Kerbalec                       | Frédéric Diefenthal                 |
| 2000 | Beépített szépség                                | Clonsky ügynök, FBI                            | John DiResta                        |
| 2000 | A Grincs                                         | Grincs                                         | Jim Carrey                          |
| 1999 | A féreg akcióba lép                              | Micro                                          | John Pinette                        |
| 1999 | Apafej                                           | Phil D'Amato                                   | Allen Covert                        |
| 1999 | Toy Story – Játékháború 2.                       | Al McWhiggin                                   | Wayne Knight                        |
| 1999 | A múmia (film, 1999)                             | Jonathan Carnahan                              | John Hannah                         |
| 1998 | A nagy Lebowski                                  | Brandt                                         | Philip Seymour Hoffman              |
| 1998 | Basebolondok                                     | Doug Remer                                     | Matt Stone                          |
| 1998 | Z, a hangya                                      | Z-4195                                         | Woody Allen                         |
| 1998 | Taxi (film)                                      | Émilien Coutant-Kerbalec                       | Frédéric Diefenthal                 |
| 1998 | A kód neve: Merkúr                               | Thomas 'Bizzi' Jordan                          | Chi McBride                         |
| 1997 | Hanta boy                                        | Fletcher Reede                                 | Jim Carrey                          |
| 1997 | Mars a Marsra                                    | Fred Z. Randall                                | Harland Williams                    |
| 1997 | Herkules                                         | Pech                                           | Bob Goldthwait                      |
| 1995 | A lény                                           | Dan Smithson                                   | Forest Whitaker                     |
| 1995 | Füst                                             | Cyrus Cole                                     | Forest Whitaker                     |
| 1994 | Hattyúhercegnő                                   | Jean-Bob, a béka                               | John Cleese                         |
| 1994 | Időzített bomba                                  | Anthony Franklin                               | Forest Whitaker                     |
| 1994 | Dumb és Dumber – Dilibogyók                      | Dumb (Lloyd Christmas)                         | Jim Carrey                          |
| 1994 | Ace Ventura 2. – Hív a természet                 | Ace Ventura                                    | Jim Carrey                          |
| 1994 | Ace Ventura: Állati nyomozó                      | Ace Ventura                                    | Jim Carrey                          |
| 1993 | Jurassic Park                                    | Mr. DNS                                        | Greg Burson                         |
| 1993 | Addams Family 2.                                 | Gary Granger                                   | Peter MacNicol                      |
| 1993 | A Flintstone család: Subidubidú...!              | Kavicsi Béni (1. szinkron)                     | Mel Blanc                           |
| 1992 | Kutyaszorítóban                                  | "Széparcú" Eddie Cabot                         | Chris Penn                          |
| 1988 | Véres játék                                      | Rawlins                                        | Forest Whitaker                     |
| 1987 | Arizonai ördögfióka                              | Evelle Snoats                                  | William Forsythe                    |
| 1985 | Rocky IV.                                        | Paulie Pennino                                 | Burt Young                          |
| 1983 | Flashdance                                       | Richie                                         | Kyle T. Heffner                     |
| 1984 | Szellemirtók                                     | Dr. Raymond Stantz                             | Dan Aykroyd                         |
| 1984 | Indiana Jones és a végzet temploma               | Earl Weber                                     | Dan Aykroyd                         |
| 1977 | Szombat esti láz                                 | Tony Manero                                    | John Travolta                       |
| 1988 | Forró rágógumi 8. – Kebelcsodák parádéja         | Huey / Yudale                                  | Zachi Noy                           |
| 1987 | Forró rágógumi 7. – Hancúr hotel                 | Huey / Yudale                                  | Zachi Noy                           |
| 1986 | Pénznyelő                                        | Jack Schnittman                                | Josh Mostel                         |
| 1985 | Forró rágógumi 6. – Állnak az árbócok            | Huey / Yudale                                  | Zachi Noy                           |
| 1983 | Forró rágógumi 5.                                | Huey / Yudale                                  | Zachi Noy                           |
| 1982 | Forró rágógumi 4. – Szoknyavadászok angyalbőrben | Huey / Yudale                                  | Zachi Noy                           |
| 1981 | Forró rágógumi 3. – Szállj le rólam!             | Huey / Yudale                                  | Zachi Noy                           |
| 1979 | Forró rágógumi 2. – Veled akarok járni!          | Huey / Yudale                                  | Zachi Noy                           |
| 1978 | Forró rágógumi, avagy ilyen az eszkimó citrom    | Huey / Yudale                                  | Zachi Noy                           |
| 1978 | A brazíliai fiúk                                 | Barry Kohler                                   | Steve Guttenberg                    |
| 1973 | Hétalvó                                          | Miles Monroe                                   | Woody Allen                         |
| 1951 | Alice Csodaországban                             | Fehér nyúl                                     | Bill Thompson                       |

## Hangjáték
- Jókai Mór: Egy hírhedett kalandor a XVII. századból (1987)
- Cocteau, Jean: Vásott kölykök (1989)
- Aziz Nesin: Hogyan harcoltam a demokráciáért (1989)
- Zalán Tibor: Ne lőj a fecskére! (1991)
- Németh Gábor: Fehér kígyó (1992)
- Rádiószínház – Tar Sándor írásaiból (1992)
- Németh Ákos: Júlia és a hadnagya (1993)
- Sean O'Casey: Az eke és a csillagok (1993)
- Gádor Béla: Cimpi és Büli (1994)
- Rudyard Kipling: A pillangó, aki toppantott (1994)
- William Shakespeare: A windsori víg nők (1995) (Kence)[4]
- Fallon, Padraic: Diarmuid és Grania (2001)
- Pacskovszky Zsolt: A szerelem hangja (2001)
- Molnár Ferenc: A zöld huszár (2004)
- Rejtő Jenő: Csontbrigád (2007)
- Benedek Szabolcs: A tárogató (2011)
- Örkény István: Babik Budapesten (2019)
- Lázár Ervin: Manógyár

## Cd-k és hangoskönyvek
- Lázár Ervin: Manógyár (2015)
- Nógrádi Gergely: Balhés Beni naplója (2012)
- Fésűs Éva: A palacsintás király

## Díjai
- Rajz János-díj (1989)
- Jászai Mari-díj (1996)
- VOXCar-díj – Legjobb szinkron (2002, 2003, 2007)
- Story Ötcsillag-díj (2010)